# Pavel Přindiš
Pavel Přindiš (Olomouc, 17 de agosto de 1961) es un deportista checo que compitió para Checoslovaquia en piragüismo en la modalidad de eslalon. Ganó dos medallas de bronce en el Campeonato Mundial de Piragüismo en Eslalon, en los años 1991 y 1993.

## Palmarés internacional
| Representando a Checoslovaquia  |                    |                   |                |
| Campeonato Mundial              |                    |                   |                |
| Año                             | Lugar              | Medalla           | Competición    |
| 1991                            | Tacen (Yugoslavia) | Medalla de bronce | K1 por equipos |
| Representando a República Checa |                    |                   |                |
| Campeonato Mundial              |                    |                   |                |
| Año                             | Lugar              | Medalla           | Competición    |
| 1993                            | Mezzana (Italia)   | Medalla de bronce | K1 por equipos |